# Ледяной цветок
«Ледяной цветок» (кор. 쌍화점, ром. Ssanghwajeom) — южнокорейский историческо-эротический фильм 2008 года, снятый режиссёром Ю Ха. В главных ролях Чо Ин Сон, Чу Джин Мо и Сон Джи Хё.
В основе сценария фильма лежит народная песня времен династии Корё (918—1392). Режиссёр описывает фильм как «историю любви между мужчинами», что, не вполне соответствует сюжету, в котором большое внимание уделено гетеросексуальным отношениям, а также выбору одного из главных героев между мужчиной и женщиной, долгом и страстью.
Фильм был выпущен в Южной Корее 30 декабря 2008 года и стал 6-м самым посещаемым фильмом 2008 года с 3 772 976 проданными билетами.

## Сюжет
XIV век. Корё регулярно платит дань монгольской империи Юань, но сохраняет формальную независимость. Король-подросток решает сформировать личную охрану, с этой целью были отобраны 36 мальчиков, которые росли, воспитывались и тренировались при дворе, чтобы со временем стать Конрёнве — личной стражей короля. С первого дня король выделял одного из мальчиков — Хон Рима.
Спустя десяток лет Хон Рим стал начальником стражи и любовником короля, у которого есть молодая королева — принцесса империи Юань, которая не в восторге от отношений между королём и Хон Римом и сильно переживает по поводу своего бездетного брака, но с супругом дружна и не хочет его покидать.
Император Юани решает воспользоваться отсутствием наследника и окончательно подмять Корё под себя. От короля требуют армию для войны с варварами, 2000 девственниц и назвать Юаньского принца наследником престола. Чтобы обзавестись наследником и сохранить независимость государства, король, неспособный на соитие с женщиной, просит Хон Рима тайно спать с королевой. Но вынужденная близость оборачивается настоящей страстью.